# Самоковска духовна семинария
Самоковската духовна семинария, създадена като Самоковско рилско богословско училище, е сред първите училища по българските земи, специализирани за подготовка на свещеници.
В допълнение към дългогодишните усилия от Рилския манастир за учредяване на православна семинария и в отговор на предизвикателството с 2-те американски протестантски училища в Самоков от началото на 1870-те години са обсъждани множество инициативи за създаване на специализирано българско православно богословско училище в града, като в крайна сметка е открито Самоковско-рилско богословско училище през 1876 година. Основано е със значителен паричен ресурс от волни пожертвувания, допълнен с фонда, завещан на родния му град от митрополит Авксентий Велешки.
Училището е организирано от Самоковския митрополит Доситей, секретар на Светия синод. Ръководи се от ректор. Сред неговите възпитаници са няколко митрополити на Българската екзархия, както и екзарх Стефан I.
Семинарията просъществува в Самоков до 1903 година, когато по предложение на княз Фердинанд I Български е преместена в нова сграда в София, построена само за година и половина, като е преименувана в днешната Софийска духовна семинария. Налице са данни за сбирка на „доброволно напусналите семинаристи“, протестиращи в Самоков през 1897 г. срещу решението на Светия Синод на Българската православна църква да премести Самоковската духовна семинария.